# کازویوشی سوازونو
کازویوشی سوازونو (انگلیسی: Kazuyoshi Suwazono؛ زادهٔ ۴ مارس ۱۹۸۳) بازیکن فوتبال اهل ژاپن است.
از باشگاه‌هایی که در آن بازی کرده‌است می‌توان به باشگاه فوتبال توکیو اشاره کرد.